# Humanum Genus
Humanum Genus ("O gênero humano") é  uma encíclica papal antimaçônica promulgada, em 20 de Abril de 1884, pelo Papa Leão XIII onde denuncia ideias filosóficas e concepções morais opostas à doutrina católica, nomeadamente a franco-maçonaria. Mas ao fazer isto, tendo em conta esse objetivo renovador da Igreja católica, elogia outras tais associações como a Ordem Terceira de S. Francisco, os grêmios e confrarias, e as Conferências de S. Vicente de Paulo.
Com o nascimento da Revolução industrial, originando o aparecimento do capitalismo, do liberalismo e do marxismo, aqui o papa e respectivo Magistério da Igreja postulou que o século XIX foi uma época perigosa para o cristianismo, e condenou a referida  comunidade dos "livres-pensadores", bem como uma série de crenças e práticas supostamente associados a ela ou por ela inspiradas, incluindo o naturalismo racionalista, a soberania popular, alegando que não reconhecem Deus e que impõem a ideia de que o Estado deve ser "sem Deus". 
Acrescenta que a primeira advertência contra estes perigos já tinham sido dada por Clemente XII no ano de 1738 através da bula In eminenti, com sua constituição confirmada e renovada por Bento XIV através da bula Providas. Pio VII, logo depois, seguiu o mesmo caminho com a sua Ecclesiam a Jesu Christo; e Leão XII, com a sua constituição apostólica Quo Graviora, juntou todos atos e decretos desses pontífices numa único só e os ratificou e confirmou para sempre. No mesmo sentido, pronunciou-se Pio VIII através da encíclica Traditi, Gregório XVI através da Mirari e, várias vezes, Pio IX com a encíclica Qui pluribus, a alocução Multiplices inter machinationes, etc. etc.).

## França
Por ocasião, baseando-se nesta encíclica antimaçônica, que se referia à Maçonaria como uma sociedade secreta conspiratória contra a Igreja Romana, o jornal católico conservador "La Croix", acusou não só os maçons como os judeus de serem inimigos da "verdadeira França". Porém, após algumas manifestações públicas de antissemitismo, o preconceito, pouco a pouco, acabou se diluindo, até fortalecer-se pouco tempo depois.